# Rocky Romero
John Rivera (L'Avana, 28 ottobre 1982) è un wrestler cubano.
Lotta per la NJPW dal 2002 con il ring name di Rocky Romero. È noto per aver militato nelle più importanti federazioni di wrestling nel panorama indipendente americano, come la Ring of Honor e la Pro Wrestling Guerrilla ha lottato anche per qualche anno in messico per la AAA.

## Personaggio

### Mosse finali
Come Rocky Romero
- Ankle lock
- Diablo Armbar (Flying armbar)
- Foreign Devil (Diving double knee drop)
- High speed roundhouse kick to the head of a seated or kneeling opponent

Come Black Tiger IV
- Black Tiger Bomb (Sitout crucifix powerbomb)
- Kneeling belly to belly piledriver
- Tiger suplex

### Soprannomi
- "Azucar"
- "Darkness' Trickster"

## Titoli e riconoscimenti
Consejo Mundial de Lucha Libre
- CMLL World Super Lightweight Championship (3)

Empire Wrestling Federation
- EWF Tag Team Championship (5 - con Ricky Reyes)

International Wrestling Council
- IWC Tag Team Championship (1 - con Ricky Reyes)

Millennium Pro Wrestling
- MPW Tag Team Championship (1 - con Ricky Reyes)

National Wrestling Alliance
- NWA World Junior Heavyweight Championship (1)

Toryumon
- Young Dragons Cup Tournament (2004)

Ultimate Pro Wrestling
- UPW Tag Team Championship (1 - con Ricky Reyes)

New Japan Pro-Wrestling
- IWGP Junior Heavyweight Championship (1)
- IWGP Junior Heavyweight Tag Team Championship (4 - 2 con Davey Richards - 2 con Alex Koslov)

Ring of Honor
- ROH World Tag Team Championship (3 - 1 con Ricky Reyes - 1 con Davey Richards - 1 con Alex Koslov)
- Trios Tournament (2005) - con Ricky Reyes e Homicide

Pro Wrestling Illustrated
- 37º tra dei 500 migliori wrestler singoli nella PWI 500 (2007)